# Cinta de San Jorge

Lazo solidario con los colores de la Cinta de San Jorge.

La cinta de San Jorge (en ruso: Георгиевская лента, Gueórguiyevskaya lenta) es un símbolo militar ampliamente reconocido en Rusia. La cinta consiste en un patrón bicolor negro y naranja, con cinco bandas alternas negro-naranja-negro-naranja-negro. Aparece como un componente de muchas condecoraciones militares otorgadas por el Imperio ruso, la Unión Soviética y la actual Federación Rusa.

## Historia
La cinta de San Jorge surgió como parte de la Orden de San Jorge, establecida en 1769 como la condecoración militar más alta de la Rusia imperial (restablecida en 1998 por un decreto firmado por el entonces presidente de Rusia, Borís Yeltsin).
Durante la época soviética, la cinta no tenía importancia pública. El símbolo fue revivido en Rusia en 2005 como respuesta a la revolución naranja en Ucrania. Ese año, los medios estatales rusos, junto con las organizaciones juveniles, lanzaron la campaña antes de las celebraciones conmemorativas de la Segunda Guerra Mundial. La cinta se asocia con las unidades de la Guardia colectiva que recibieron los honores de batalla durante el conflicto, debido al uso del esquema de colores en la medalla de victoria de la Gran Guerra Patriótica otorgada a todo el personal, civil o militar, que ayudaron al esfuerzo de guerra.
En Rusia, los civiles también emplean la cinta de San Jorge como un símbolo patriótico y de apoyo público al gobierno ruso, particularmente desde la primera fase de la guerra ruso-ucraniana en 2014. En Ucrania y los Estados bálticos (Estonia, Letonia y Lituania), el símbolo se ha asociado ampliamente con el sentimiento nacionalista y separatista prorruso.

### Guerra ruso-ucraniana
Los activistas del Euromaidán comenzaron a hacer referencia despectiva a la Cinta de San Jorge como la "Cinta de Colorado", ya que los colores de la cinta coinciden con los colores del escarabajo de la patata (en ruso: Колорадский жук, Koloradski zhuk, «Escarabajo del Colorado»). Con el tiempo, el término "Kolorad" se ha convertido en un insulto étnico para los rusos. El 16 de mayo de 2017, la Cinta de San Jorge fue oficialmente prohibida en Ucrania, y aquellos que producen o promocionan el símbolo están sujetos a una multa o arresto temporal. Según el portavoz del parlamento Andriy Parubiy, el símbolo se había convertido en un símbolo de «la guerra y la ocupación rusa de Ucrania».

## Simbología
Se piensa que el simbolismo de naranja y negro (o amarillo y negro) representa el fuego y la pólvora de guerra, o la muerte y resurrección de San Jorge, o los colores del escudo de armas imperial ruso original (águila negra sobre fondo dorado). Otra teoría es que es, de hecho, de origen alemán, derivado de los patrones de bandas de oro y sable encontrados en la heráldica de la Casa de Ascania, de la cual surgió Catalina II, o el condado alemán de Ballenstedt, antigua heredad de la casa.